# 高木惟矩
高木 惟矩（たかぎ これのり、1838年（天保9年） - 1886年（明治19年）7月3日）は、幕末の福井藩士。明治時代の官吏。筑摩県参事。通称は庄次郎。

## 経歴
福井藩士、高木庄右衛門延清の子。1857年（安政4年2月）明道館の外塾助となり、1859年（安政6年2月）同館役輩、1861年（文久元年11月）製造方見習、同年12月、製造方を経て、1864年（元治元年4月）大番組として京都堺町御門警衛詰となる。戊辰戦争に従軍。
維新後は、1869年（明治2年10月）高山県大参事、筑摩県権参事を経て、1874年（明治7年）3月、筑摩県参事に就任。1876年（明治9年）8月まで務めた。
1879年（明治12年）宮城県黒川・加美郡長に任じ、1880年（明治13年）新潟県勧業課長となった。1886年（明治19年）7月3日、東京で病没した。墓所は新潟市日和山墓地にある。

## 家族
- 妻 フク（加賀藩士の近藤立真三女）
- 長男 高木真木彦（実業家）
- 次男 高木陸郎（実業家）

## 栄典
位階
- 1870年5月22日（明治3年4月22日） - 正七位[1]
- 1873年（明治6年）6月25日 - 従六位[1]